# Dactylocnemis pacificus
Espèce
Synonymes
- Naultinus pacificus Gray, 1842
- Hoplodactylus pacificus (Gray, 1842)
- Hoplodactylus pomarii Girard, 1857
- Dactylocnemis wullerstorfii Fitzinger, 1861

Statut CITES
Dactylocnemis pacificus est une espèce de gecko de la famille des Diplodactylidae.

## Répartition

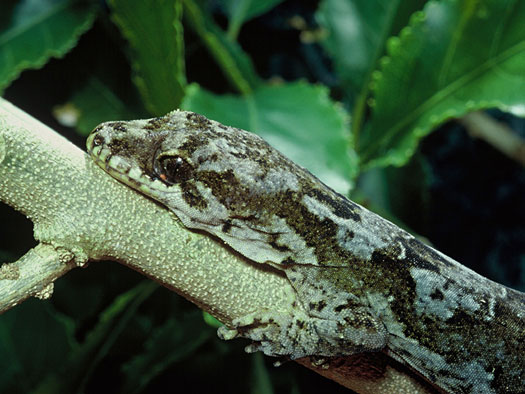
Dactylocnemis pacificus sur une branche.

Cette espèce est endémique de Nouvelle-Zélande. Elle se rencontre sur l'île du Nord et les iles adjacentes.

## Taxinomie
Cette espèce a longtemps été considérée comme appartement au genre Hoplodactylus, elle a été déplacée dans Dactylocnemis depuis une étude génétique de Nielsen et al. publiée en 2011.

## Publication originale
- Gray, 1842 : Description of some new species of Reptiles, chiefly from the British Museum collection. The Zoological Miscellany, vol. 2, p. 57-59 (texte intégral).